# カミさんの悪口
『カミさんの悪口』（かみさんのわるくち）は、TBS系列の「東芝日曜劇場」枠（毎週日曜日21:00 - 21:54）で放送された日本のテレビドラマ。主演は田村正和と篠ひろ子。
『カミさんの悪口』は1993年10月17日から12月26日まで放送された。
『カミさんの悪口2』は1995年1月8日から3月26日まで放送され、第9、10話では香港ロケも行われた。

## キャスト
小泉家
- 小泉肇（中堅商社の開発部長）：田村正和
- 小泉由起子（肇の妻・肇とは駆け落ちで結婚）：篠ひろ子

茂木家
- 茂木修二郎（中堅商社の常務）：橋爪功
- 茂木スミ江（茂木の妻・社長の娘）：岡本麗

肇・茂木の友人
- 片桐安男（中堅商社の秘書課長）：角野卓造

その他
- 大場咲（茂木の愛人）： 松本明子
- 山田雅子：久本雅美
- 磯島裕子：白島靖代（『カミさんの悪口』）
- 大野真琴（茂木の愛人）：渡辺満里奈（『カミさんの悪口2』）
- 三上聡（真琴の結婚相手）：大沢たかお（『カミさんの悪口2』）
- 安田紀子：増田未亜（『カミさんの悪口2』）
- 松井勝代（由起子の大学時代の同級生）：泉ピン子（『カミさんの悪口2』）
- 松井（勝代の夫）：小野武彦（『カミさんの悪口2』）
- 矢野武（『カミさんの悪口』）

## スタッフ
- 原作：村松友視
- 脚本：山元清多
- 演出：鴨下信一、清弘誠、桑波田景信、伊佐野英樹、鈴木早苗（『カミさんの悪口2』）
- プロデューサー：八木康夫、磯山晶（『カミさんの悪口2』）
- 主題歌
  - カミさんの悪口 - チカブーン「春夏秋冬・朝昼夜」
  - カミさんの悪口2 - 神崎まき「わたしがイチバン!!」
広瀬香美が作詞・作曲。放送当初は神崎が前年発表したアルバムに収録されていた「地震・カミナリ・火事・わたし」というタイトルの曲だったが、第2話放送の翌々日の1月17日に阪神・淡路大震災が発生した為、急遽タイトルと歌詞の一部が変更された（神崎まきの項目も参照）。オープニングでも第3話から第6話までは曲名は表示されず歌手名だけとなった。
- 製作著作：TBS

## 放送日程

### カミさんの悪口（1993年）
| 各話                                                       | 放送日         | サブタイトル     | 演出       | 視聴率 |
| ---------------------------------------------------------- | -------------- | ---------------- | ---------- | ------ |
| 第1回                                                      | 1993年10月17日 | 宣戦布告         | 鴨下信一   | 19.7%  |
| 第2回                                                      | 10月24日       | ウチの鍵貸します | 鴨下信一   | 20.9%  |
| 第3話                                                      | 10月31日       | 決戦は日曜日     | 清弘誠     | 18.4%  |
| 第4話                                                      | 11月7日        | かけおち記念日   | 清弘誠     | 19.7%  |
| 第5話                                                      | 11月14日       | 会社襲撃大作戦   | 桑波田景信 | 18.3%  |
| 第6話                                                      | 11月21日       | 男子厨房に入れ   | 桑波田景信 | 20.4%  |
| 第7話                                                      | 11月28日       | 夫が優しい理由   | 清弘誠     | 21.8%  |
| 第8話                                                      | 12月5日        | 浮気のススメ     | 清弘誠     | 18.8%  |
| 第9話                                                      | 12月12日       | ついに離婚宣言   | 伊佐野英樹 | 19.0%  |
| 第10話                                                     | 12月19日       | 夫婦の七不思議   | 伊佐野英樹 | 23.7%  |
| 最終回                                                     | 12月26日       | カミさんの愛シ方 | 鴨下信一   | 17.7%  |
| 平均視聴率 19.9%（視聴率は関東地区・ビデオリサーチ社調べ） |                |                  |            |        |

### カミさんの悪口2（1995年）
| 各話                                                       | 放送日       | サブタイトル         | 演出       | 視聴率 |
| ---------------------------------------------------------- | ------------ | -------------------- | ---------- | ------ |
| 第1話                                                      | 1995年1月8日 | 大安不吉日           | 清弘誠     | 19.0%  |
| 第2話                                                      | 1月15日      | 男を見る目           | 清弘誠     | 18.8%  |
| 第3話                                                      | 1月22日      | 釣った魚             | 桑波田景信 | 19.8%  |
| 第4話                                                      | 1月29日      | 出社拒否             | 桑波田景信 | 18.6%  |
| 第5話                                                      | 2月5日       | ミスター・チルドレン | 清弘誠     | 21.4%  |
| 第6話                                                      | 2月12日      | 夫貸します           | 清弘誠     | 21.7%  |
| 第7話                                                      | 2月19日      | 今夜は独身           | 鈴木早苗   | 21.5%  |
| 第8話                                                      | 2月26日      | ヤキモチのススメ     | 桑波田景信 | 19.0%  |
| 第9話                                                      | 3月5日       | 香港へ行こう         | 清弘誠     | 22.0%  |
| 第10話                                                     | 3月12日      | 香港に来ちゃった!    | 鴨下信一   | 22.1%  |
| 第11話                                                     | 3月19日      | 昼下がりの情事       | 鈴木早苗   | 18.0%  |
| 最終話                                                     | 3月26日      | ケンカの鉄人         | 桑波田景信 | 21.8%  |
| 平均視聴率 20.3%（視聴率は関東地区・ビデオリサーチ社調べ） |              |                      |            |        |